# Північний магнітний полюс
85°42′ пн. ш. 138°36′ сх. д. / 85.7° пн. ш. 138.6° сх. д.

Земля як магнітний диполь

Північний магнітний полюс — умовна точка на земній поверхні, в якій магнітне поле Землі спрямовано прямовисно (під кутом 90 ° до поверхні). Слід зазначити, що з фізичного погляду цей полюс є «південним», оскільки притягує північний полюс стрілки компаса.

## Історія
1831 року англійський полярний дослідник Джон Росс відкрив у Канадському архіпелазі область, де магнітна стрілка приймала вертикальне положення. 1841 року Джеймс Росс (племінник Джона Росса) досяг іншого магнітного полюса Землі, що розташований в Антарктиді[джерело?].

## Розташування

Рух північного магнітного полюса, 1831–2001 роки

Магнітні полюси не збігаються з географічними. Приблизно з початку XVII ст. Північний магнітний полюс розташований під паковими льодами в межах сучасної канадської Арктики. Це призводить до того, що стрілка компаса показує на північ не точно, а лише приблизно.
Кожен день полюс рухається по еліптичній траєкторії, і, крім того, зсувається в північному й північно-західному напрямку зі швидкістю близько 10 км на рік, тому будь-які його координати є тимчасовими й неточними. З другої половини XX ст. полюс досить швидко рухається в бік Таймиру. Як заявив в 2005 році в Оттаві керівник геомагнітної лабораторії канадського міністерства природних ресурсів Ларрі Ньюітт, Північний магнітний полюс Землі, який щонайменше 400 років «належав» Канаді, «залишив» цю країну. Магнітний полюс, що перебуває під льодами Арктики, вийшов за межі 200-мильної зони Канади. 2009 року швидкість руху північного полюса становила 64 км на рік.
Станом на 2024 рік, Північний магнітний полюс швидко рухається з Канадської Арктики у напрямку Сибіру, що змушує вчених регулярно оновлювати модель для підтримки точності навігаційних систем. 17 грудня 2024 року Національні центри екологічної інформації (NCEI) та Британська геологічна служба (BGS) оновили Всесвітню магнітну модель (WMM) — математичну модель, яка прогнозує зміни магнітного поля Землі на найближчі 5 (п’ять) років та зафіксували аномальне зміщення Північного магнітного полюса Землі.
Протилежністю північного магнітного полюса є південний магнітний полюс, який розташований в Антарктиці. У зв'язку з несиметричністю магнітного поля Землі, магнітні полюси не є антиподами.
| Північний магнітний полюс | (2001) 81°3′ пн. ш. 110°8′ зх. д. / 81.050° пн. ш. 110.133° зх. д. | (2004) 82°3′ пн. ш. 113°4′ зх. д. / 82.050° пн. ш. 113.067° зх. д. | (2005) 82°7′ пн. ш. 114°4′ зх. д. / 82.117° пн. ш. 114.067° зх. д. | (2014) 85°54′ пн. ш. 149°0′ зх. д. / 85.900° пн. ш. 149.000° зх. д. |
| Південний магнітний полюс | (1998) 64°6′ пд. ш. 138°5′ сх. д. / 64.100° пд. ш. 138.083° сх. д. | (2004) 63°5′ пд. ш. 138°0′ сх. д. / 63.083° пд. ш. 138.000° сх. д. |                                                                    |                                                                     |

## Полярність

Традиційно, кінець магніту, який вказує напрям на північ називається північним полюсом магніту, а протилежний кінець — південним. Проте відомо, що однакові полюси — відштовхуються, а не притягуються. З цього випливає, що північний магнітний полюс насправді фізично є — південним.